# Polana (gromada)
Polana – dawna gromada, czyli najmniejsza jednostka podziału terytorialnego Polskiej Rzeczypospolitej Ludowej w latach 1954–1972.
Gromady, z gromadzkimi radami narodowymi (GRN) jako organami władzy najniższego stopnia na wsi, funkcjonowały od reformy reorganizującej administrację wiejską przeprowadzonej jesienią 1954 do momentu ich zniesienia z dniem 1 stycznia 1973, tym samym wypierając organizację gminną w latach 1954–1972.
Gromadę Polana z siedzibą GRN w Polanie utworzono – jako jedną z 8759 gromad na obszarze Polski – w powiecie ustrzyckim w woj. rzeszowskim na mocy uchwały nr 35/54 WRN w Rzeszowie z dnia 5 października 1954. W skład jednostki weszły obszary dotychczasowych gromad Polana, Paniszczów, Chrewt i Rosochate ze zniesionej gminy Polana oraz majątek PGR Czarna z dotychczasowej gromady Czarna ze zniesionej gminy Czarna w tymże powiecie. Dla gromady ustalono 9 członków gromadzkiej rady narodowej.
31 grudnia 1961 z gromady Polana wyłączono wsie Zatwarnica, Krzywe, Hulskie i Ruskie, włączając je do gromady Lutowiska w tymże powiecie.
1 stycznia 1969 z gromady Polana wyłączono wieś Sokole, włączając ją do gromady Łobozew w tymże powiecie, po czym gromadę Polana zniesiono, włączając jej (pozostały) obszar do gromady Czarna w tymże powiecie.